# Бойд, Энни Купер
Энни Купер Бойд (англ. Annie Cooper Boyd, урождённая Annie Burnham Cooper; 1880—1935) — американская художница-акварелист, феминистка.

## Биография
Родилась в 1880 году в Саг-Харборе, штат Нью-Йорк, в семье преуспевающего судостроителя Уильяма Купера и была самой младшей из одиннадцати детей его семьи.
В шестнадцать лет Энни начала вести дневник, который продолжала заполнять и в зрелом возрасте. После смерти отца в 1894 году, через год она вышла замуж за Уильяма Джона Бойда (William John Boyd), с которым переехала в Бруклин. Летом они проводили время в коттедже в Саг-Харборе, который дочери завещал отец (был построен в 1796 году). В 1898 году у супругов родился сын Уильям, а через три года дочь Нэнси.
Уроки рисования брала у сестёр Генриетты и Вирджинии Гранбери в Нью-Йорке, иногда они посещали Энни в её доме в Саг-Харборе. Некоторое время она обучалась в Летней школе живописи Шиннекок-Хиллз, которой руководил Уильям Чейз, где её учителем, предположительно, был Чарльз Элмер Лэнгли (Charles Elmer Langley). В конце концов Энни и её муж стали постоянно жить в коттедже в Саг-Харборе, где художница открыла чайное заведение Herald House Tea Room и управляла им.
Умерла в 1935 году.

## Наследие
Её дочь Нэнси (Nancy Boyd Willey), скончавшаяся 22 ноября 1998 года, завещала дом матери-художницы Историческому обществу Саг-Харбора.
Многие работы Энни Бойд в настоящее время принадлежат Историческому обществу Саг-Харбора, штаб-квартира которого находится в её бывшем коттедже. Здесь же находится музей.
Выдержки из дневника Энни Бойд и её рисунки были опубликованы в книге «Anchor to Windward: the Diaries and Paintings of Annie Cooper Boyd (1880—1935)».